# Addams Family Values (videojuego)
Addams Family Values es un RPG basado en la cinta homónima de 1993. Producido por Ocean Software, fue lanzado en 1994 para Super Nintendo (en Norteamérica y Europa) y Sega Mega Drive (solo en Europa).

## Trama
El jugador asume el papel del Tío Fétido mientras busca a su sobrino Pubert, que ha sido secuestrado. En el camino, recibe la ayuda de los demás Addams y de otros personajes de diversas índoles.

## Cómo se juega
Addams Family Values es un juego de acción y aventuras con ligeros elementos de rol (RPG). Los jugadores controlan al Tío Fétido a través de un mundo abierto en el que debe luchar contra los enemigos que entorpecen su avance y los jefes finales de cada mazmorra (en total, ocho), y en el que se verá ayudado por los demás miembros de la familia Addams y por otros personajes secundarios

## Recepción
En 1995, la revista especializada Total! posicionó el juego en el número 71 de los 100 mejores juegos de SNES.